# Praha X
Praha X bylo v letech 1923–1949 označení městského obvodu Velké Prahy, jehož území bylo totožné s územím bývalého okresního města Karlína, připojeného k Praze 1. ledna 1922 na základě zákona č. 114/1920 Sb. z. a n. z dosavadního karlínského okresu. Jako volební obvod byl vymezený vládním nařízením č. 7/1923 Sb. s účinností ode dne vyhlášení 17. ledna 1923. Vládní nařízení 187/1947 Sb, účinné od 14. listopadu 1947, ponechalo rozsah obvodu stejný, určilo jej však i obvodem pro státní správu a název obvodu se rozšířil o název sídelní čtvrti obvodu, tedy na Praha X – Karlín. 
Obvod byl zrušen k 1. dubnu 1949, kdy byla Praha vládním nařízením č. 79/1949 Sb. rozčleněna novou správní reformou na 16 městských obvodů číslovaných arabskými číslicemi. Většina Karlína se stala základem nového obvodu Praha 3, pouze oblast Rustonky byla připojena k obvodu Praha 8. Od 11. dubna 1960 zákon č. 36/1960 Sb. vymezil v Praze 10 obvodů, přičemž Karlín připadl do obvodu Praha 8. Zákon č. 418/1990 Sb., o hlavním městě Praze, s účinností od 24. listopadu 1990 a poté znovu Statut hlavního města Prahy (vyhláška hl. m. Prahy č. 55/2000 Sb. HMP) s účinností od 1. července 2001 zařadily celý Karlín do městské části Praha 8.  